# کلود شازوت
کلود شازوت (فرانسوی: Claude Chazottes‎؛ زادهٔ ۷ ژانویهٔ ۱۹۴۹) بازیکن فوتبال اهل فرانسه بود.
از باشگاه‌هایی که در آن بازی کرده‌است می‌توان به باشگاه فوتبال سدان، باشگاه فوتبال نیس و باشگاه فوتبال سوشو اشاره کرد.
وی همچنین در تیم ملی فوتبال فرانسه بازی کرده‌است.